# 胡安·曼努埃尔·亚历杭德雷斯
胡安·曼努埃尔·亚历杭德雷斯（西班牙語：Juan Manuel Alejándrez，1944年5月17日—2007年1月6日），墨西哥男子足球运动员，司职后卫。他曾代表墨西哥参加1967年泛美运动会和1968年夏季奥林匹克运动会，其中1967年泛美运动会获得一枚金牌。